# Königsstuhl (Rügen)
Königsstuhl er en 118 meter høj kridtstensformation i nationalparken Nationalpark Jasmund på den Tyskland ø Rügen. Den befinder sig 7 km nord for Sassnitz og 4 km sydøst for Lohme. Fra en parkeringsplade i bydelen Hagen ved Lohme går der med jævne mellemrum busser ud til besøgscenteret Nationalpark-Zentrum Königsstuhl. Der skal betales ca. 13 euro inklusive busbillet for adgang til centeret og dermed adgangen til Königsstuhl. Omkring 300.000 gæster besøger hvert år Königsstuhl, hvor man fra en udsigtsplatform kan nyde udsigten til klinterne og Østersøen. Foruden det 2.000 m² store udstillingsareal er der 3 hektar nationalpark. Centeret har udstillinger om f.eks. om livet under jorden og kridthavets oprindelse og en biograf. Hvis man ikke vil besøge centeret kan man gratis fra det lidt mod syd beliggende udsigtspunkt Victoria-Sicht se Königsstuhl. 
Navnet Königsstuhl kan sandsynligvis føres tilbage til 1715, hvor den svenske konge Karl 12. af Sverige der fra dette sted ledede et søslag mod danskerne. Angiveligt blev kongen  under slaget så træt og lod sig bringe en stol.
- Königsstuhl
- Udsigtsplatformen
- Königsstuhl og Victoriasicht set fra stranden
- Königsstuhl (højre) und Viktoria-Sicht (venstre)
- Victoria-Sicht og Königsstuhl set fra luften